# Волжская Булгария
Во́лжская Булга́рия (Серебряная Булгария, Болгарское ханство, Волжско-Камская Булгария; тат. Идел буе Болгары, чув. Атӑлҫи́ Пӑлха́р) — историческое государство в Среднем Поволжье и бассейне Камы, существовавшее с X по XIII век.

## История
В истории Средневолжского региона с точки зрения его формирования выделяют предболгарское время (до VIII века), раннеболгарский период (VIII—X века), эпоху развития и расцвета Болгарского государства (XI — первая треть XIII века) и золотоордынскую эпоху (XIII — середина XV века).

### До монгольского нашествия
Во второй половине VII века одна из орд, состоявшая преимущественно из кутригурских племён, под началом Котрага двинулась из Приазовья с территории Великой Булгарии на север и обосновалась в районе Средней Волги и Камы, рассеявшись среди преимущественно финно-угорских племён.
Булгары, имевшие сильную военную организацию, постепенно вытеснили или завоевали балто-славянские племена (население «именьковской культуры»), подчинили себе баланджар, барсил, савир, эсегелей, билер и другие тюрко- и финно-угроязычные племена. В результате в Среднем Поволжье в VIII веке возникает булгарский союз племён, впоследствии преобразовавшийся в государство Волжская Булгария. Позднее в состав населения Волжской Булгарии вошли отдельные группы огузо-печенежских и кыпчакских племён, а также соседних народов (буртасы, маджары, мурома и др.).
В 922 году йылтывар Алмуш в поисках военной поддержки против хазар, правители которых исповедовали иудаизм, приглашает посольство из Багдада, официально объявляет ислам ханафитского толка в качестве государственной религии и принимает титул эмира и имя Джафар ибн Абдаллах. Однако «люди» (подчинённое племя, клан) Саван во главе с «царём Вирагом», вероятно, выразили недовольство по этому поводу («отказали»), в результате аристократия болгар разделилась на две партии (вторую возглавил «царь Аскал»). После угроз со стороны Алмуша (поразить мечом), первая партия тоже подчинилась. Очевидно, «Царь» Вираг с титулом Саван был вторым человеком (вторая ступень ниже хакана) в Волжской Болгарии после йылтывара Алмуша (первая ступень ниже хакана). Кроме того, известно, что у «царя Алмуша» со своим племенем было «четыре подчинённых царя» со своими подчинёнными племенами, что соответствует структуре государства и одной из теорий образования имени «Булгары» — «пять частей». Указанные события и факты были описаны в записках участника багдадского посольства на Волгу Ахмеда Ибн Фадлана.

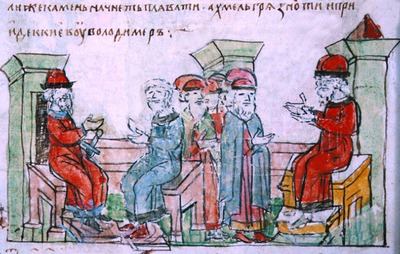
Заключение князем Владимиром мира с волжскими булгарами в 985 году. Миниатюра конца XV века из Радзивилловской летописи

После Алмуша правил его сын Микаил ибн Джагфар, а затем внук Абдуллах ибн Микаил.
В 965 году, после падения Хазарского каганата, ранее вассальная ему Булгария стала полностью независимой, но пострадала от восточного похода киевского князя Святослава Игоревича в те годы (964—969).
В течение X столетия князья древнерусского государства совершали походы на Болгарию Волжско-Камскую. Постоянная угроза заставила булгар перенести столицу государства в центральную часть Закамья — в город Биляр.
В 985 киевский князь Владимир Святославич в союзе с торками провёл военный поход на Булгарию и заключил с ней мирный договор.

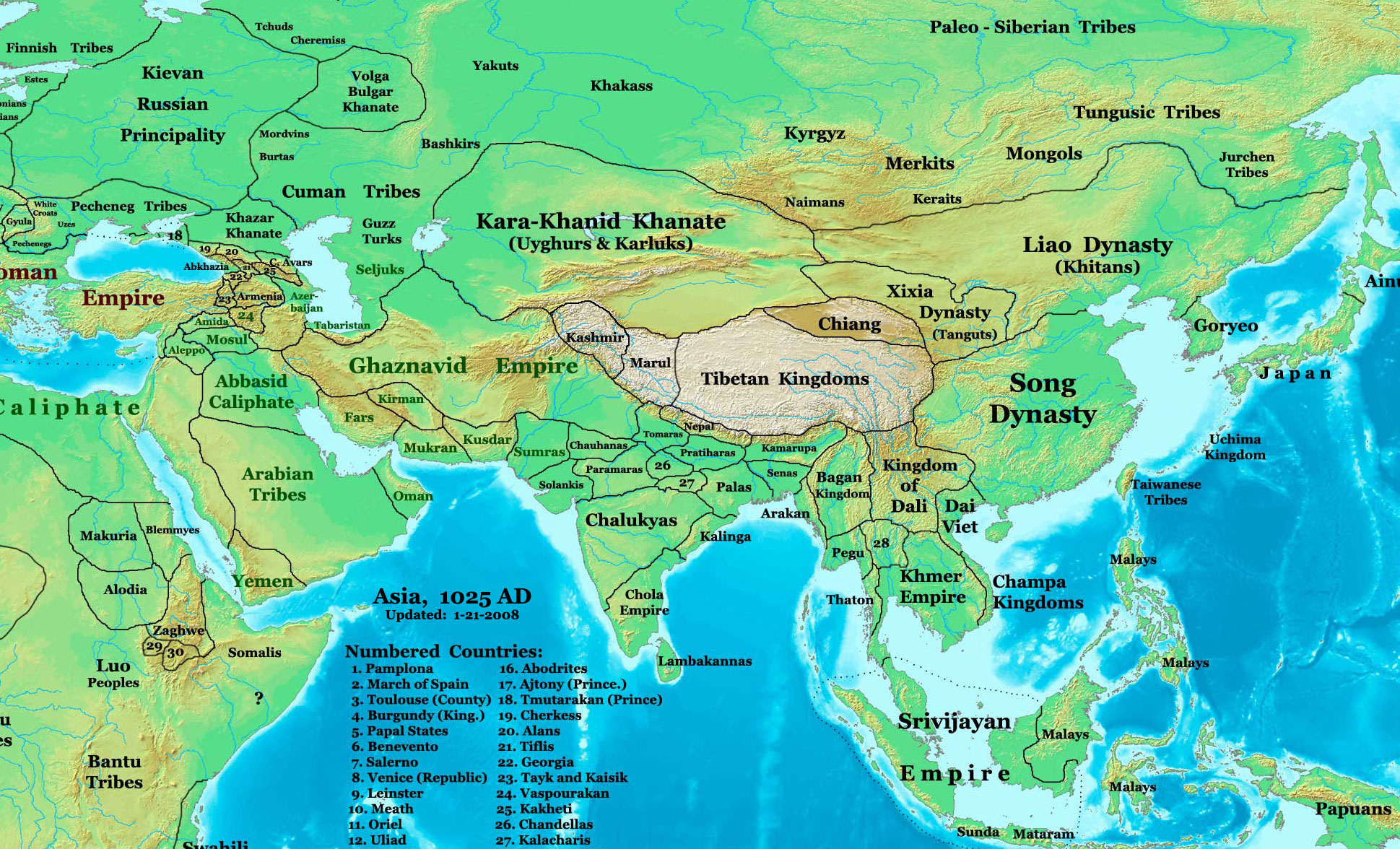
Государство Булгар и сопредельные государства, 1025

В 986 году посольство из Волжской Булгарии посетило Киев с предложением о принятии киевлянами во главе с князем Владимиром мусульманской веры от булгар.
В 1006 году между Русью и Волжской Булгарией был заключён торговый договор: булгарские купцы могли свободно торговать на Волге и Оке, а купцы Руси — в Булгарии. В 1088 году камские булгары ненадолго захватили Муром. В 1107 году волжские булгары осадили и взяли Суздаль.

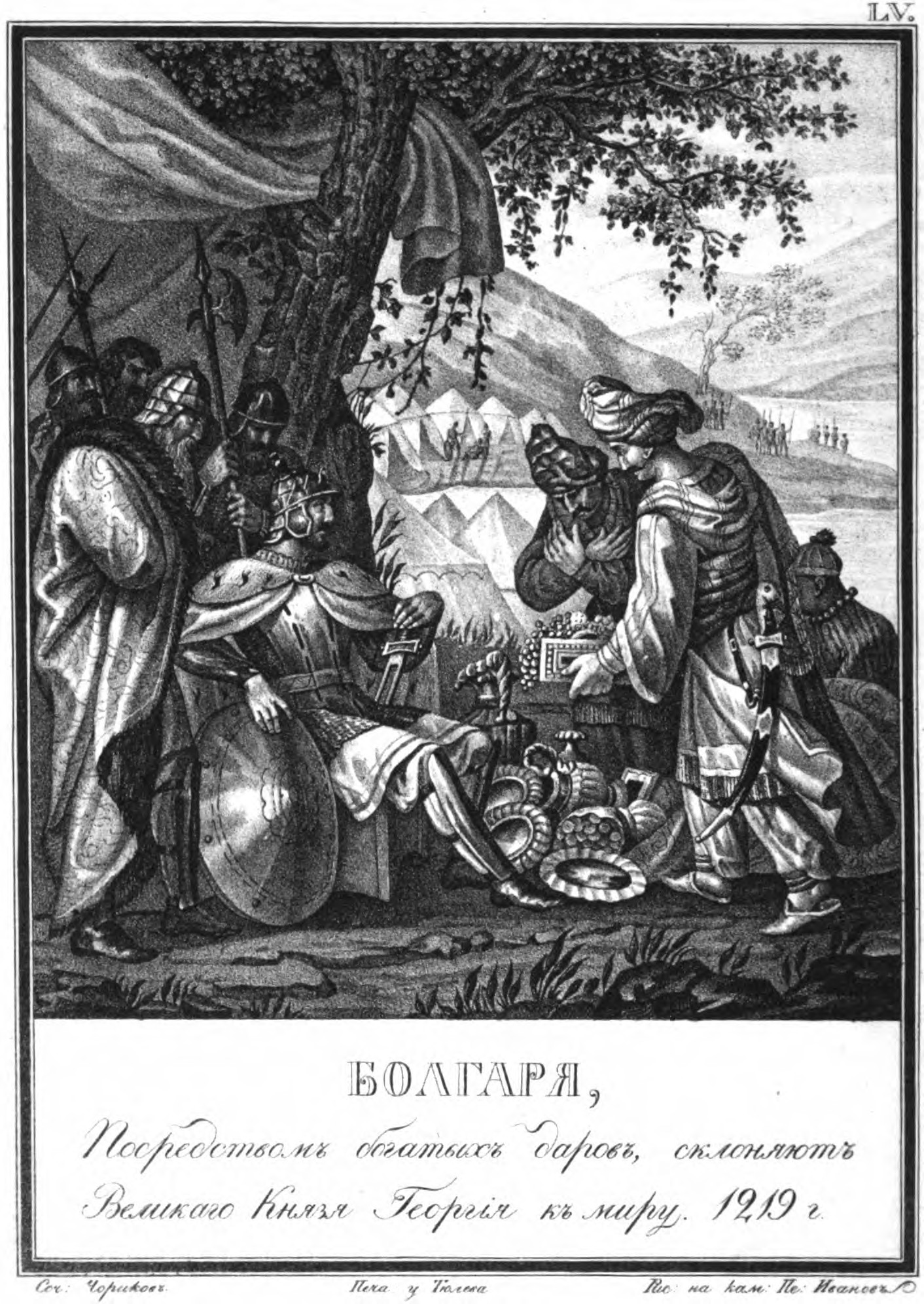
Болгары посредством даров склоняют Великого князя Юрия к миру, 1219 год

В 1120 году Юрий Долгорукий с половцами по поручению отца организовал военный поход на Волжскую Булгарию. Летом 1164 года Андрей Боголюбский вместе с муромским князем Юрием Владимировичем ходил на Булгарию: был захвачен город Болгар (в русских летописях известен как Бряхимов). В 1172 году Боголюбский ходил на камских булгар. В 1184 Всеволод Большое Гнездо и великий князь киевский Святослав Всеволодович воевали с волжскими булгарами. В 1186 году Всеволод Большое Гнездо вновь посылал войска на камских булгар.
В 1217—1219 годах булгары захватили Унжу и Устюг. В ответ ростовские, суздальские и муромские полки под командованием брата владимирского князя Святослава Всеволодовича взяли, разграбили и сожгли крупный город Ошель. В 1221 году в Городце между Владимирским княжеством и Волжской Булгарией было подписано перемирие на шесть лет, в 1229 году в Кореневе — ещё на шесть лет.

### Монгольское нашествие
В 1223 году, после битвы на Калке, монгольские войска ушли на восток через земли волжских булгар и были наголову разбиты булгарскими войсками. Это поражение, как и поражение при Парване в 1221 году, стало исключением на фоне успехов монгольской армии периода завоеваний вплоть до поражения при Айн-Джалуте в 1260 году. В 1229 году булгары и половцы были разбиты монголами у реки Яик (Урал). В 1232 году монголы дошли уже до места впадения в Каму реки Жукоть.
В 1236 году монгольская армия во главе с Субэдэем разорила всю Волжскую Булгарию. Была взята и сожжена её столица — Биляр, а также другие крупные поселения, — Болгар, Кернек, Жукотин, Сувар. Разорению подверглась сельская округа.
В 1220—1240-х годах после упорной борьбы Волжская Булгария завоёвана монголо-татарами и, сохранив некоторую автономию, включена в состав Улуса Джучи (Золотой Орды), первой столицей которого (в XIII в.), политическим и торгово-ремесленным центром был город Болгар. Булгарская культура стала важнейшим компонентом золотоордынской культуры. Булгарские князья расширяли свою территорию главным образом в районах рек Вятка и Кама. Во 2-й половине XIII—XIV вв. основное население переселилось из Закамья в Предкамье. Внутри Волжской Булгарии выделились Казанское, Булгарское, Жукотинское и другие княжества. После образования Золотой Орды волжские булгары (болгары) стали одним из компонентов в этногенезе современных татар, чувашей и башкир.

### XIV—XV века
Экономический и политический подъём Волжской Булгарии в XIV в. был приостановлен набегами на булгарские города ханов Золотой Орды в ходе внутренних усобиц, походами русских князей (с 1360), нашествием Тимура (вероятно, в сер. 1390-х гг.), нападениями ушкуйников.
По мнению М. Г. Худякова, конец надеждам на восстановление прежней Булгарии положило разграбление города Болгара русскими ушкуйниками — новгородскими отрядами, занимавшимися грабежами.
Впоследствии булгары фактически восстановили своё государство с последней столицей в Иске-Казани. В XV веке новым культурно-политическим центром волжских булгар и перенесённой столицей стала Казань. В 1438 с приходом династии чингизидов под предводительством Улу-Мухаммеда на территории Волжской Булгарии было образовано Казанское ханство.

## Территория и административное устройство

### Территория
Арабские и персидские географы считали страну булгар самой северной в исламском мире. Персидский учёный Ибн-Русте в своей энциклопедии «Дорогие ценности», составленной около 903—913 годах, даёт следующие сведения о её расположении: «Болгарская земля смежна с землею буртасов. Живут болгары на берегу реки, которая впадает в море Хазарское (Каспийское) и прозывается Итиль (Волгою)».
Арабский географ Ал-Истахри и более поздние авторы дают более конкретную информацию о юго-восточной границе Булгарии, доводя её до реки Урал. Некоторые мусульманские географы X—XI веков сообщают, что Булгария располагается восточнее земель, населённых славянами. О северных и южных пределах страны нет точной информации, некоторые авторы, например, ал-Гарнати (XII в.), пишут, что булгары живут и на Нижней Волге. По средневековым письменным источникам трудно определить, что имеют в виду авторы, описывая границы Волжской Булгарии. Не ясно, идёт ли в источниках речь исключительно о территории непосредственного проживания булгар или, определяя пределы булгарской земли, авторы описывают территории кочевания полуоседлой части населения или земли, входящие в сферу экономического и политического влияния Булгарии.

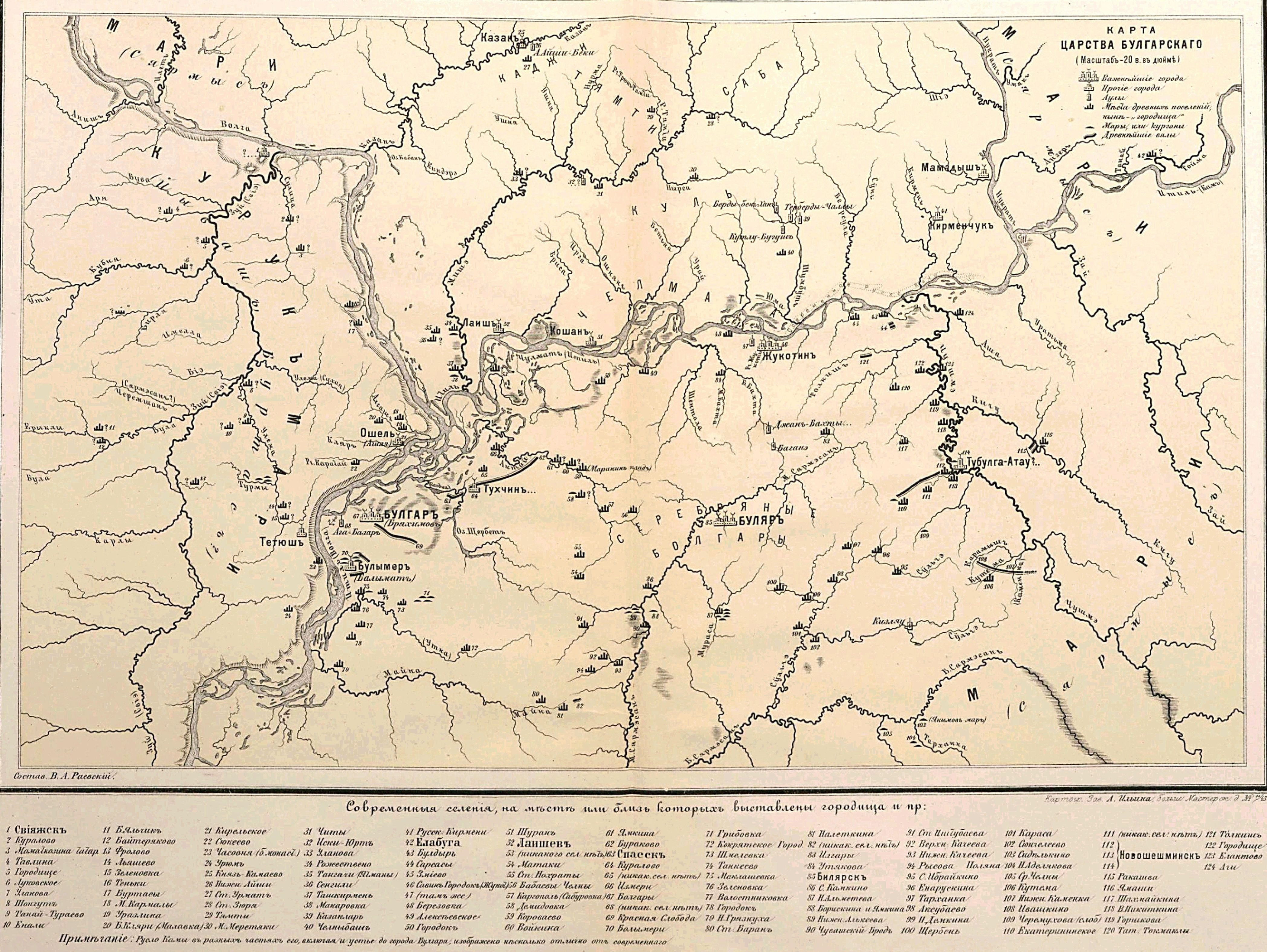
Карта Царства Булгарского

Расположение археологических памятников позволяет в общих чертах представить территорию Волжской Булгарии. Большую работу в этом направлении проделал советский археолог Р. Г. Фахрутдинов, который в 1960—1970-е годы начал выявлять и картографировать археологические памятники булгарского времени. Основные памятники булгарского времени находятся на территории современных Татарстана, Ульяновской, Самарской, Пензенской областей и Чувашии.
В настоящее время выявлено более 2 тысяч булгарских памятников X—XIV веков. Среди них около 190 городищ и более 900 селищ. Большинство относится к домонгольскому времени — 170 городищ и более 700 селищ. Основная часть памятников булгарского времени находится на территории Татарстана. В других регионах таких памятников значительно меньше: в Ульяновской области — около 200, в Самарской области — около 160, в Чувашии — около 70, в Пензенской области — около 70.
Опираясь на письменные и археологические источники, разные авторы по-разному определяют границы Волжской Булгарии. Традиционно считается, что территория Волжской Булгарии включала часть территорий Среднего Поволжья: Предкамье, Закамье и Предволжье. А. Х. Халиков и Е. П. Казаков считают, что северная граница Булгарии проходила по правому берегу реки Камы, западная — в районе бассейна реки Свияги, восточная по линии Чистополь—Билярск или рекой Шишма, южная в районе Самарской Луки. Хузин Ф. Ш. в качестве северной границы определяет реку Казанку, южной — Самарскую Луку, западной — реку Сура и восточной и юго-восточной — низовья реки Белая и реку Урал.
Некоторые исследователи, например М. З. Закиев, придерживаются мнения, что Волжская Булгария располагалась на гораздо большей территории: западные границы, в их представлении, совпадают с границами Древней Руси, восточные границы находятся в районе рек Иртыш, Обь, Енисей, южные и юго-восточные определяются северо-западными и северными районами Хорезма и Кавказским хребтом, а северные выходят к Карскому морю.

### Административное устройство
Первой столицей государства был город Булгар (Болгар Великий), 140 км южнее Казани, нынешний город Болгар.
Другие крупные города — Биляр (куда в X в. со 2-й четверти была перенесена столица из-за набегов и грабежей Болгара со стороны русских земель), Сувар, Джукетау («Липовая гора»), Ошель (Ашлы), Кашан, Керменчук, Муромский городок, Золотарёвское городище и др. являются памятниками времён Волжской Болгарии (до монгольского нашествия 1236 года).
Другие археологические памятники, такие как Сарай-аль-Махруса (Астраханская область), Сарай аль-Джадит (Волгоградская область), Мадхжар (Ставропольский край), Кокрятское городище, Кременковское поселение, Староалейкинское городище, Новобеденьговское городище, Красносюндюковское I городище и Красносюндюковское II городище (Ульяновская область), Искер (Тюменская область), Курмыш (Нижегородская область), Увек (Саратовская область), Афкула (Пермский край), Наровчат (Пензенская область) и др. являются памятниками культурного наследия булгарского народа.

## Население

### Племена
Волжская Булгария была населена пришедшими несколькими волнами (во 2-й половина VII века и позднее) после распада Великой Булгарии булгарскими и другими тюрко-язычными племенами, а также прикамскими финно-уграми (носителями ломоватовской культуры, неволинской, постпетрогромской, чияликской и других археологических культур) и, возможно, оставшееся в Среднем Поволжье и Нижнем Прикамье праславянским населением (именьковская культура).
Основу населения Волжской Булгарии составили тюркоязычные племена. Первые сведения о таких племенах даёт Ибн Русте. Он сообщает, что «болгаре делятся на три отдела: один зовётся берсула, другой — эсгель, а третий — болгар». Упоминаются эти племена и у автора «Худуд ал-Алама»: «бахдула, ишкиль и булгар». В сообщениях Ибн Русте и других авторов приведены и не совсем верно истолкованы сведения из записки Ибн Фадлана, сообщающего о баранджарах и царе Аскале. Во второй половине X в. из этих этнонимов продолжает фигурировать только «булгары». Помимо непосредственно булгар, имелись значительные поселения армян и русов.
В письменных источниках IX—X веков перечислены булгарские племена, которых объединил хан Алмуш (Альмас) — это болгары (племена берсула, есегель, болгар), эсегель, бажяняк, суваз, мадьяры-тюрки, баранжар, гузы, башхарт.
Точные данные о численности населения Волжской Булгарии отсутствуют. Лишь ал-Балхи упоминает, что число жителей Булгара и Сувара составляло по 10 тысяч человек в каждом. По приблизительным и, возможно, завышенным расчётам историка В. П. Алексеева, численность населения Волжской Булгарии могла достигать 1,5—2 млн человек.

### Религии

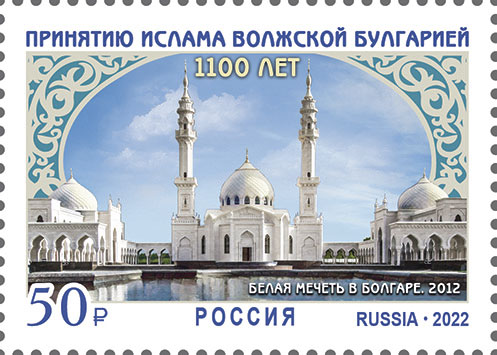
Почтовая марка. 1100 лет принятию ислама Волжской Булгарией

В начале X века булгарский йылтывар Алмуш принял ислам ханафитского толка. Языческие захоронения встречаются не только в сельских поселениях, но и на территории некоторых городов.
После того как клан сувар (саваз, саван) во главе с князем Вырагом выразил недовольство по поводу принятия ислама, аристократия болгар разделилась на две партии (вторую возглавил князь Аскал[кто?]). После угроз со стороны хана Алмуша («поразить мечом») партия Аскала тоже подчинилась и приняла ислам. В итоге в Волжской Булгарии начали строить мечети и проводить службы. Согласно Ибн Фадлану, в его период не все болгары приняли ислам, а лишь племя именно болгар, баланджары и часть племени сувар — другая часть племени сувар со своим князем Вырагом отказалась принять ислам и постепенно начала мигрировать на правую сторону Волги. Путешественник из Багдада писал, что многие упорствовавшие в язычестве жители Волжской Булгарии ушли за Волгу.

### Язык
Письменных источников, относящихся к периоду существования самостоятельного государства, которые позволили бы напрямую идентифицировать волжско-булгарский язык, не сохранилось, или, точнее, сохранилось мало. До наших дней дошли только написанные арабской графикой эпитафии XIII—XIV вв. на бывшей территории Волжской Булгарии, предположительно, оставленные волжскими булгарами[страница не указана 2839 дней]. Их анализ[кем?] показывает, что в Волжской Булгарии одновременно могли [обтекаемое выражение] функционировать два разных (тюркских) языка (типа «З-Ш» и типа «Р-Л»). Надгробия 1-го стиля написаны на тюркском языке типа «З-Ш», близком, помимо других, и к старотатарскому языку. Наиболее многочисленные надгробия 2-го стиля (90 %) написаны на языке типа «Р-Л», имеющем сходство с чувашским языком, — и именно он в научном мире сейчас называется, наряду с близкородственными, булгарским языком. Самое раннее известное на данный момент каменное надгробие (1271 год) относится к памятникам 1-го стиля на языке типа «З-Ш», а последнее (1358 год) — к памятникам 2-го стиля на языке типа «Р-Л».
Средневековые историки и филологи отмечали близость хазарского языка с языком булгар (аль-Истахри) и печенегов (Махмуд Кашгари). У Татищева находим следующие строки: «Отче и брате, се болгары соседи наши, суть вельми богаты и сильны, ныне пришед по Волге и Оке, якоже и конми с великим войском многие городы разорили, людей бесчисленно пленили, которым я един противится не могу… Половцев же призывать, не хочу ибо они с болгары язык и род един…».
Письменность у булгар, как свидетельствуют источники пережила три типа. Первая — руническая, как у практически всех тюркских народов. О распространении рунического письма можно судить и по памятникам, сохранившимся от Дунайской Болгарии. С принятием ислама, с 922 года, начинается распространение арабской графики. Есть сведения, что использовалась как арабская, так и руническая (праболгарская) письменность (в IX—X в.) Ислам был религией с развитой письменностью. Позже, скорее всего, в период Золотой Орды, в оборот входит уйгурская письменность.

## Экономика

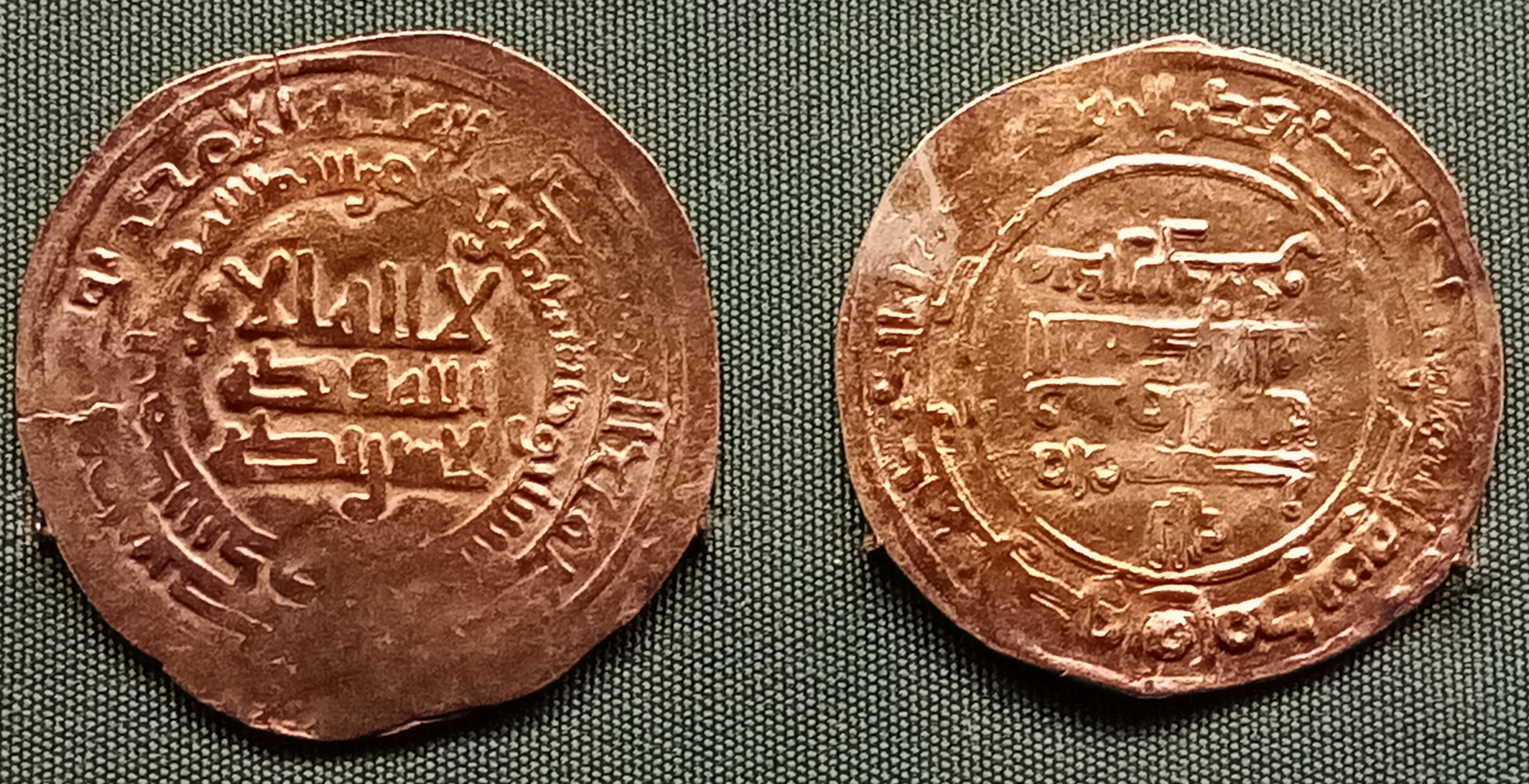
Дирхамы Микаила ибн Джафара. Экспозиция Государственного Эрмитажа

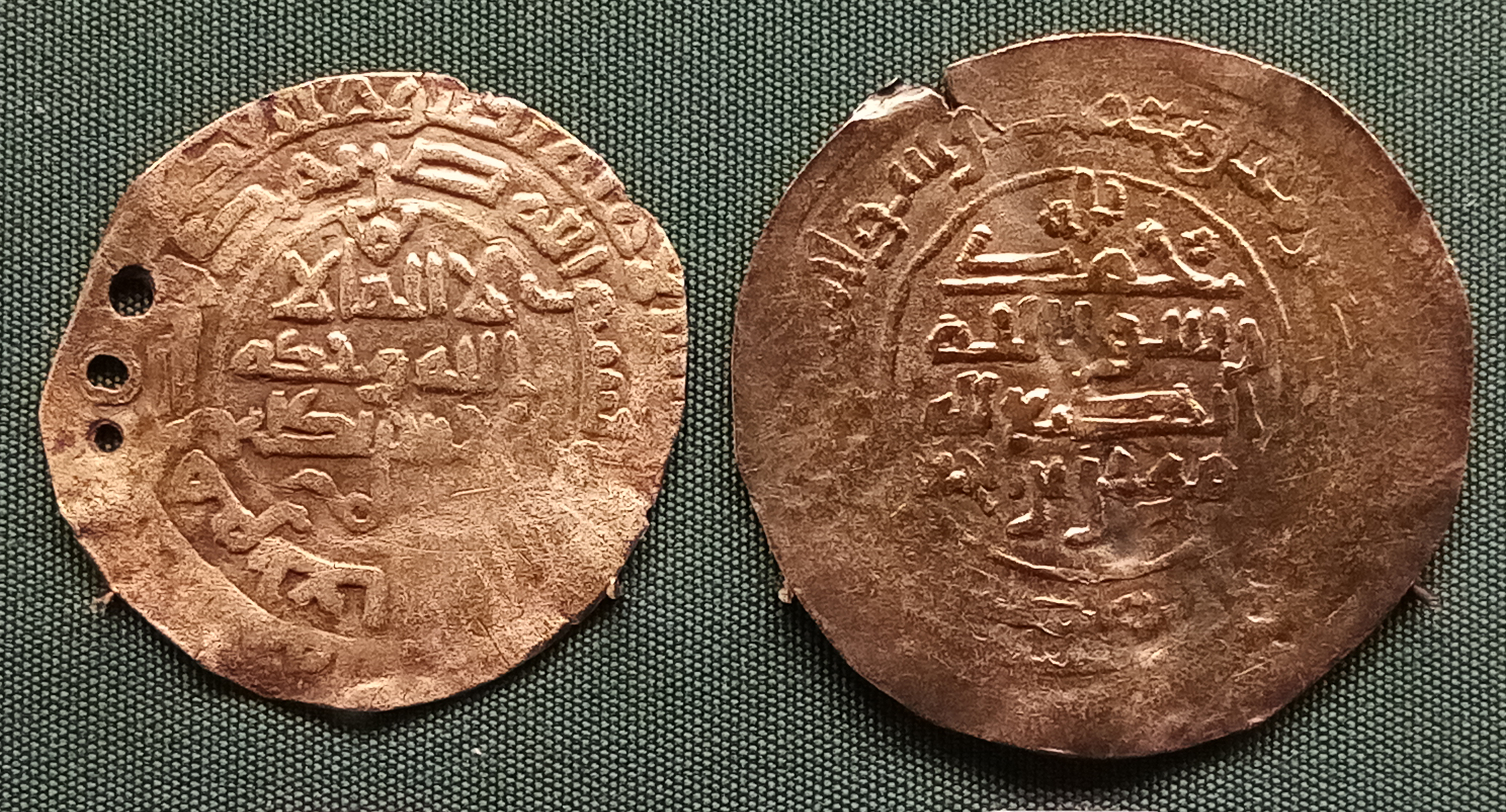
Дирхамы Мумина ибн аль-Хасана. Экспозиция Государственного Эрмитажа

К X веку булгары, занимавшиеся отгонным скотоводством, перешли к оседлому образу жизни. Основой хозяйства стало плужное земледелие и пастбищно-стойловое скотоводство.
В домонгольский период Булгария имела многоукладную экономику, основу которой составляло в первую очередь сельское хозяйство с достаточно развитым для того периода земледелием и животноводством, ремесленное производство, торговля, охота и рыболовство.
Наиболее важное значение в сельском хозяйстве Волжской Булгарии имело земледелие. Этому способствовал и климат Волго-Камского региона. Большая роль земледелия также отмечена и в письменных источниках того времени.
Крестьяне Волжской Булгарии пахали простейшим бесподошвенным ралом, его вытеснило затем рало с полозом. Из последнего сформировалось пахотное орудие нового типа — тяжёлый плуг, переворачивающий верхний пласт и взрыхляющий почву (XI—XII века). Плуг явился продуктом совместного изобретения волжских булгар и восточных славян, связи между которыми были весьма тесными. Более поздние акапуç у чувашей и сабан у татар являются модификацией этого орудия. На территории Волжской Булгарии соха (чув. сухапуç, тат. сука) распространилась не позднее конца XII — начала XIII века.
Земледелие позволяло удовлетворить внутренние потребности государства в зерне, а также создавало значительный потенциал для экспорта. Булгары торговали хлебом с Русью, об этом также свидетельствует «Повесть временных лет», где говорится о том, что из Суздаля во время голода 1024 года направились в «Болгары и привезоша жита и тако ожиша».
После того, как в начале X века булгарский йылтывар Алмуш принял ислам были отчеканены серебряные монеты. Монеты выпускались в Булгаре и Суваре на протяжении всего X века, последняя из них датируется 387 годом по мусульманскому календарю (997/998 гг.).